# یواس‌اس کورینتیا (اس‌پی-۹۳۸)
یواس‌اس کورینتیا (اس‌پی-۹۳۸) (به انگلیسی: USS Corinthia (SP-938)) یک کشتی بود که طول آن ۸۵ فوت (۲۶ متر) بود. این کشتی در سال ۱۹۰۹ ساخته شد.